# Pana (berg)
Pana är ett berg i Centralafrikanska republiken, som ingår i massif du Yadé. Det ligger i prefekturen Ouham-Pendé, i den västra delen av landet, 500 km nordväst om huvudstaden Bangui. Toppen på Pana är 1 356 meter över havet.